# セーロフ文書
セーロフ文書（セーロフぶんしょ）は、旧ソ連による日附のない最高機密命令の一つ。国家保安人民委員第一代理のイワン・セーロフ大将が署名している。正式名称は「リトアニア、ラトビア、およびエストニアからの反ソ分子強制送還の手順について」である。
この文書には、ソビエト連邦に占領されたバルト諸国において1941年6月13日から14日にかけて行われた大規模なシベリアへの強制送還の詳細な手順が記されていた。
文書によれば、この強制送還は秘密裡に、また静粛かつ迅速に実行されることになっていた。連行される家族の手荷物は、衣類や食糧、家財道具などを含めて100キログラムに制限されていた。家長はグラグに送られ強制労働に従事した。その間、残りの家族はソビエト連邦の辺境に移住させられた。

## 日附についての混乱
原本に日附が記入されていないため、1939年10月11日から1941年1月21まで諸説入り乱れていた。しかし、NKGBはそもそも1941年2月3日に設置された機関なので、それ以前ということは考えられない。シャウレイで発見された文書の写しには、6月7日付の受領印が押されている。したがって、文書は1941年の2月から6月の間に作成されたものと考えられる。
セーロフ文書は、しばしばラヴレンチー・ベリヤが1939年10月11日に署名した全く別の文書、"001223号命令"と混同される。しかし、セーロフ文書の原本には日附は記載されていない。この混乱は米国会の「ソ連によるバルト諸国併合に関する特別調査委員会」が出版したセーロフ文書の全文の中で、"001223号命令"とセーロフ文書を混同していたことに端を発すると考えられる。セーロフ文書はNKVDによって起草され、ソビエト連邦にとって障害となる人々(反共主義者、元軍人、警官、大地主、企業家)がソ連刑法58条を根拠に強制送還の対象とされた。